# Haim Hanani
Haim Hanani (Słupca, 11 settembre 1912 – 1º aprile 1991) è stato un matematico polacco di origine ebraica, specializzato nella matematica combinatoria.

## Biografia
Dopo aver studiato a Varsavia, nel 1934 conseguì il master of arts a Vienna. L'anno successivo, emigrò nel Mandato britannico della Palestina e quin in Israele, dove nel '38 completò il dottorato in matematica all'Università Ebraica di Gerusalemme.
Nel 1955 fu nominato alla facoltà del Technion Institute of Technology, e, dal '69 al '73, fu il rettore dell'Università Ben-Gurion a Beersheba, della quale divenne professore emerito ia partire dall''80.
Le sue prime ricerche condussero alla dimostrazione del teorema ideato da Richard Michael Wilson. Negli anni successivi, firmò una serie di articoli con Andries Brouwer, Alexander Schrijver e lo stesso Wilson, pubblicati all'interno delle riviste Discrete Mathematics, Journal of Combinatorial Theory, European Journal of Combinatorics e American Mathematical Monthly.